# Una vida d'heroi
Una vida d'heroi (títol original en alemany Ein Heldenleben), op. 40, és un poema simfònic compost per Richard Strauss el 1898.
L'obra constitueix l'inici del període més madur de les composicions de l'autor en aquest gènere. Està dedicada al director d'orquestra holandès Willem Mengelberg i a la seva Orquestra del Concertgebouw d'Amsterdam. No obstant això, l'obra va ser estrenada el 3 de març de 1899 amb el mateix Strauss dirigint a la Museumsorchester de Frankfurt.

## Origen i context
Una vida d'heroi respon a una dèria romàntica vigent durant tot el segle xviii (que s'obria amb la simfonia Heroica de Beethoven), que a les portes del XIX duia a identificar l'heroi amb l'artista: l'artista com a heroi enfrontat a una societat hostil que es resisteix al seu guiatge. Strauss, com Mahler, es va sentir atret pel tema i hi va dedicar un poema simfònic de dimensions simfòniques.
L'alt nombre d'autocitacions que apareixen al llarg de l'obra no deixarien lloc al dubte: l'heroi del poema és Richard Strauss en persona. S'inicia amb una presentació de l'heroi, ell mateix, i continua amb la dels seus adversaris; en tercer lloc, ve la presentació de la companya de l'heroi, la seva pròpia muller, Pauline de Ahna; el passatge següent exalta la certesa de la victòria, i darrere seu ja es pinta l'heroi en ple combat, seguit de les fanfares de guerra, per continuar amb les obres de pau de l'heroi, i concloure amb el seu retir d'aquest món, la consumació i la renúncia final.
Strauss va emprar la tècnica wagneriana del leitmotiv. Això permet fer un seguiment detallat de l'obra, de l'infal·lible instint formal de Strauss, que el porta a resoldre l'extensa estructura segons l'esquema clàssic d'una sonata-rondó. En definitiva, Una vida d'heroi és una veritable simfonia en tot, menys en el nom.

## Estructura
Una vida d'heroi és una composició per a gran orquestra, amb una durada aproximada d'uns 45 minuts, i que s'executa sense interrupció, malgrat que està composta de diverses parts amb títols descriptius:
1. Der Held (L'Heroi)
2. Des Helden Widersacher (Els adversaris de l'Heroi)
3. Des Helden Gefährtin (La companya de l'Heroi)
4. Des Helden Walstatt (El camp de batalla de l'Heroi)
5. Des Helden Friedenswerke (Les obres de Pau de l'Heroi)
6. Des Helden Weltflucht und Vollendung (La retirada del món i la consumació de l'Heroi)

## Discografia selecta
Entre els nombrosos enregistraments discogràfics d'aquesta pàgina, considerada com una oportunitat per al lluïment tècnic i artístic d'orquestres i directors, destaquen les següents:
| - 1941 Richard Strauss / Bayerisches Staatsorchester - 1942 Willem Mengelberg / Orquestra del Concertgebouw - 1954 Fritz Reiner / Orquestra Simfònica de Chicago - 1957 Karl Böhm / Staatskapelle Dresden - 1959 Herbert von Karajan / Orquestra Filharmònica de Berlín - 1959 Thomas Beecham / Royal Philharmonic Orchestra - 1969 John Barbirolli / Orquestra Simfònica de Londres - 1970 Bernard Haitink / Orquestra del Concertgebouw - 1972 Rudolf Kempe / Staatskapelle Dresden | - 1974 Herbert von Karajan / Orquestra Filharmònica de Berlín - 1977 Karl Böhm / Orquestra Filharmònica de Viena - 1979 Sergiu Celibidache / Orquestra Simfònica de la Ràdio de Stuttgart - 1992 Giuseppe Sinopoli / Staatskapelle Dresden - 1993 Carlos Kleiber / Orquestra Filharmònica de Viena - 2003 Christian Thielemann / Orquestra Filharmònica de Viena - 2003 Daniel Barenboim / Orquestra Simfònica de Chicago - 2004 Mariss Jansons / Orquestra del Concertgebouw - 2005 Simon Rattle / Orquestra Filharmònica de Berlín |